# UZEB
 (janvier 2023).
UZEB (prononcé Eusèbe) est un groupe de jazz fusion québécois créé à Montréal en 1976, dissous en 1992 et reformé en 2016. Mélangeant la virtuosité instrumentale aux timbres modernes des synthétiseurs numériques, il a produit des compositions jazz fusion originales.

## Histoire

### Les débuts
En 1977, le guitariste Michel Cusson et le bassiste Alain Caron font connaissance et commencent à jouer ensemble. Trois ans plus tard, le batteur Paul Brochu se joint au duo.  Leur premier concert ayant lieu le jour de la fête de saint Eusèbe, le nom du trio sera donc le St-Eusèbe Jazz. Les claviéristes Jean Saint-Jacques, Sylvain Coutu, Michel Cyr (en 1980) et Jeff Fisher (qui participa à la dernière tournée d'Harmonium et subséquemment à l'album Deux cents nuits à l'heure de Fiori-Séguin en 1978) firent partie du groupe durant ses premières années.

### L'apogée
UZEB se fait connaitre au Québec au début des années 1980 en accompagnant Diane Tell en spectacle, puis est mis en nomination comme groupe de l'année au gala de l'ADISQ.  Il fait plusieurs tournées à travers le Canada avant sa première tournée européenne en 1981.  Lors d'un concert de cette tournée au Festival de Jazz de Bracknell (Angleterre), un disque est enregistré, Live in Bracknell, qui paraît en 1984. Ensuite, en 1983, il se produit au Festival de jazz de Paris, et il enregistre une performance à l'Olympia de Paris, Live à l'Olympia publié en 1986.  Par contre, il a rarement joué aux États-Unis. 
En 1987, le groupe redevient un trio formé de Michel Cusson, Alain Caron et Paul Brochu : la technologie aidant, ils n'eurent désormais plus recours à la participation d'un claviériste, choisissant plutôt d'utiliser des effets de synthétiseurs et de claviers divers contrôlés à partir de leur instrument respectif via la technologie MIDI. 
Suit le microsillon Noisy Nights. En 1980, Alain Caron participa à l'album En flèche de Diane Tell, qu'il accompagna aussi en tournée avec le groupe, la version remaniée de sa chanson-fétiche Gilberto avec le jazz d'UZEB. On peut trouver cette version sur la compilation de Diane Tell sortie en 1987, intitulée Paris - Montréal - Ses plus belles chansons. Il y eut d'ailleurs une tournée conjointe en Europe à la suite de cet album avec, entre autres, Stephan Montanaro aux claviers.  
UZEB se produit en Europe et en Extrême-Orient en 1990. Le dernier album sera le fameux World Tour en 1990. 
Parmi les compositions les plus populaires d'UZEB on trouve: Junk Funk, Smiles and Chuckles, Mile « O », 60 rue des Lombards, New Hit, Spider et Uzeb Club.

### Après UZEB
Après l'aventure UZEB, Alain Caron participera à plusieurs projets de disques d'artistes du Québec, dont entre autres Céline Dion sur son album Tellement j'ai d'amour... en 1982, Maurane pour Ami ou ennemi en 1991, aussi la même année, il est des musiciens invités pour She Says Move On de Carole Laure.  Il est aussi crédité comme bassiste sur l'album Détournement majeur de Diane Dufresne. On peut de plus voir son nom sur les albums de Lynda Lemay Du coq à l'âme (sorti en 2000) et Ma signature (en 2006).  Caron joua aussi avec le contrebassiste Michel Donato, l'album Basse contre basse de 1992 avec Paul Brochu et Don Alias. Il enregistre aussi un album avec Didier Lockwood et Jean-Marie Ecay, intitulé Caron-Ecay-Lockwood en 2001. 
Michel Cusson quant à lui écrira et jouera pour des musiques de films ou pour la télé, entre autres la série Omertà, Omertà 2 ; La Loi Du Silence et Omertà ; Le dernier des hommes d'honneurs. Il écrira et jouera aussi d'autres musiques de films et de séries télé réputées dont Séraphin : Un homme et son péché en 2002, Dans une galaxie près de chez vous et Monica la mitraille tous deux en 2004. En 2012, surprise lorsque Luc Dionne reprend plusieurs acteurs-clés de la série Omertà, dont Michel Côté, Michel Dumont et Paolo Noël côtoyant de nouveaux visages comme Patrick Huard et René Angélil, bien sûr on retrouve le talent et la musique de Cusson dans ce dernier chapitre. Il a aussi écrit la musique, en 2003, pour une chanson d'Isabelle Boulay sur un texte de Luc Plamondon, Depuis le premier jour.

### Les retrouvailles
À l'été 2017, le groupe s'est reformé pour une série de cinq concerts en Europe ainsi que quatorze au Québec, et un album en spectacle en est tiré intitulé R3union Live.

## Lauréats et Nominations
- prix Félix
  - groupe de l'année (nomination, 1983)
  - microsillon de l'année - jazz pour Fast Emotion (lauréat, 1983)
  - groupe de l'année (lauréat, 1984)
  - microsillon de l'année - jazz pour You Be Easy (lauréat, 1984)
  - artiste québécois s'étant le plus illustré hors du Québec sur le marché francophone (nomination, 1986)
  - microsillon de l'année - jazz pour Between the Lines (lauréat, 1986)
  - groupe francophone de l'année (nomination, 1987)
  - microsillon de l'année - jazz pour Live à l'Olympia (lauréat, 1987)
  - vidéoclip de l'année pour "66 rue des Lombard" (nomination, 1987)
  - groupe de l'année (lauréat, 1989)
  - spectacle de l'année - rock pour Noisy Nights (nomination, 1989)
- Prix Félix Industriel 
  - pochette de l'année pour Fast Emotion (nomination, 1983)
- Vidéogala 
  - vidéo instrumental de l'année pour "Uzeb Club" (lauréat, 1991)
- autre  
  - Prix Oscar-Peterson (1991)

## Musiciens
- Michel Cusson (guitare)
- Alain Caron (basse) - depuis 1979
- Paul Brochu (batterie) - depuis 1981

### Anciens membres
- Sylvain Coutu: batterie (1979-1981)
- Michel A. Cyr: claviers (1978-1979)
- Jeff Fisher: claviers (1977-1978)
- Réjean Généreux: basse (1976-1979)
- Stephan Montanaro: claviers (1976)
- Jean Saint-Jacques: batterie (1976-1979), claviers (1979-1980, 1985-1988)

## Discographie
Cette discographie d'Uzeb a été compilée après de fructueuses recherches sur la page Uzeb Discogs. Idem pour les discographies des musiciens en solo et sur des albums d'autres artistes. 

### UZEB
Albums studio
- 1982 : Fast Emotion
- 1984 : You Be Easy
- 1985 : Between The Lines
- 1988 : Noisy Nights
- 1989 : Uzeb Club

Albums live
- 1982 : Live à Bracknell
- 1986 : Uzeb et Didier Lockwood - Absolutely Live
- 1986 : Live à l'Olympia
- 1988 : Live in Europe
- 1990 : World Tour 90
- 2019 : R3union Live

Compilations
- 1992 : L'intégrale - Coffret 7 CD
- 1996 : Entre ciel et terre
- 1999 : Best Of
- 2006 : Best Of/Live à Bracknell - 2 CD

DVD
- 2006 : The Last Concert[4] - DVD

### Michel Cusson
Solo
- 1992 : Michel Cusson & Wild Unit
- 1994 : Michel Cusson & Wild Unit 2
- 2000 : Camino
- 2007 : Cavalia
- 2009 : Cafe Elektric
- 2016 : Solo

Musiques de films et séries télé
Cinéma
- 1992 : L'Automne sauvage
- 1998 : La Comtesse de Bâton Rouge
- 1999 : Wolves
- 2001 : Watchtower
- 2002 : Le Collectionneur
- 2002 : Séraphin : Un homme et son péché
- 2003 : Père et Fils
- 2003 : Volcanoes of the Deep Sea
- 2004 : My First Wedding
- 2004 : Dans une galaxie près de chez vous
- 2004 : Monica la mitraille
- 2004 : Metallic Blues
- 2005 : Fighter Pilot: Operation Red Flag
- 2005 : Aurore
- 2005 : Maurice Richard
- 2005 : Les Voleurs d'enfance
- 2012 : Omertà

Télé
- 1996 : Omertà ("Omerta, la loi du silence")
- 1997 : Omertà II - La loi du silence ("Omertà II - La loi du silence")
- 1999 : Omertà, le dernier des hommes d'honneur
- 2000 : Tag
- 2000 : Haute surveillance
- 2000 : Dr Lucille - La remarquable histoire de Lucille Teasdale (Dr Lucille)
- 2001 : University
- 2002 : Le Dernier Chapitre
- 2002 : Le Dernier Chapitre : La Suite
- 2002 : Bunker, le cirque
- 2002 : Napoléon
- 2005 : 11 Somerset
- 2005 : Hunt for Justice (Téléfilm)
- 2006 : René Lévesque

### Alain Caron
Collaborations
- 1992 : Basse contre basse - Avec Michel Donato. - Ainsi que Paul Brochu et Don Alias.
- 1992 : Caron / Ecay / Lockwood - Avec Jean-Marie Ecay & Didier Lockwood.

Solo
- 1993 : Le Band
- 1995 : Rhythm'n Jazz
- 1997 : Play
- 2000 : Call Me Al!
- 2003 : 5
- 2006 : Live - Cabaret de Montréal CD + DVD
- 2007 : Conversations - Avec Oliver Jones, Lorraine Desmarais, François Bourassa, Jean St-Jacques, Otmaro Ruiz.
- 2008 : The Jazz-Rock Cuts - Compilation
- 2010 : Sep7entrion
- 2013 : Multiple Faces

### Jay-Tee
- 2010 : Don't Jay Walk de Jay-Tee Featuring Mike Stern, Alain Caron, Martijn van Iterson.

### Participations
- 1980 : Diane Tell : En Flèche
- 1982 : Jean Robitaille : Transparence
- 1982 : Céline Dion : Tellement j'ai d'amour...
- 1983 : Mario Pelchat : Tu m'as fait mal
- 1991 : Maurane : Ami ou ennemi - Avec Michel Cusson et Paul Brochu sur Tu es parti
- 1991 : Carole Laure : She Says Move On - Avec Paul Brochu sur Butterfly (Perds ton temps)
- 1991 : Sari Dajani : Sari Dajani
- 1992 : Leni Stern : Ten Songs - Avec, entre autres, Don Alias
- 1992 : Jean-Pierre Zanella : Camino
- 1993 : Leni Stern : Like One
- 1993 : Diane Dufresne : Détournement majeur - Avec Paul Brochu sur trois chansons
- 1993 : Toyo : Symbiose
- 1996 : Hilario Duràn : Francisco’s Song
- 1996 : Oyate : Soul Jazz
- 1998 : Jay-Tee :Jay-Tee
- 2000 : Lynda Lemay : Du coq à l'âme
- 2002 : Alain Lefebvre : Carnet De Notes
- 2002 : Levon Ichkhanian : Travels
- 2002 : Yves Nadeau : Expression Tableaux
- 2004 : Harald Weinkum : A Bass Bolero
- 2004 : JD Project : Tangled Web
- 2006 : Frank Gambale : Natural High
- 2006 : Lynda Lemay : Ma signature
- 2009 : Frank Gambale : Natural Selection
- 2009 : Sébastien Charlier : Precious Time
- 2015 : Carmelo Medina : Buèna Ocasion

## références
1. ↑  « UZEB annonce son retour sur scène pour 2017 ! - Anteprima productions », sur www.anteprimaproductions.com (consulté le 18 novembre 2016)
2. ↑  « « Loose » de UZEB | Les Sessions #LaFab », sur La Fabrique culturelle (consulté le 8 janvier 2021)
3. ↑  Antoine Bordeleau, « UZEB annonce un nouvel album », Voir,‎ 18 mars 2019 (lire en ligne, consulté le 17 novembre 2019).
4. ↑  « THE LAST CONCERT DVD, by UZEB », sur Ghost Note Records (consulté le 6 juillet 2022)